# Marc Burns
Marc Burns (Port of Spain, 7 januari 1983) is een voormalig sprinter uit Trinidad en Tobago, die was gespecialiseerd in de 100 m. Hij nam driemaal deel aan de Olympische Spelen en won hierbij in totaal twee medailles, aanvankelijk een zilveren en een bronzen. In 2015 werd de bronzen medaille alsnog omgezet in een zilveren na de diskwalificatie van de Amerikaanse ploeg als gevolg van een geconstateerde dopingovertreding van een van zijn teamleden. Vervolgens gebeurde in 2017 iets vergelijkbaars met de in 2008 behaalde zilveren medaille. Die werd omgezet in een gouden, nadat de winnende ploeg van Jamaica was gediskwalificeerd om precies dezelfde reden als de Amerikaanse in 2015.

## Loopbaan
In 2004 nam Burns deel aan de Olympische Spelen van Athene. Hij werd gediskwalificeerd in zijn reeks op de 100 m, waardoor hij zich niet kon kwalificeren voor de tweede ronde.
Burns werd in juli 2005 tweede op de 100 m tijdens de Bislett Games in Oslo, een wedstrijd die onderdeel uitmaakte van de IAAF Golden League. Op de wereldkampioenschappen in Helsinki won hij samen met zijn teamgenoten Kevon Pierre, Jacey Harper en Darrel Brown een zilveren medaille op de 4 × 100 m estafette.
Op de Gemenebestspelen in 2006 won Burns een bronzen medaille op de 100 m. Een jaar later behaalde hij op de WK in Osaka in de finale een achtste plaats in 10,29 s. Op de Olympische Spelen van 2008 in Peking wist hij zich te plaatsen voor de finale. Hierin werd hij zevende in 10,01. Deze wedstrijd werd gewonnen door de Jamaicaan Usain Bolt, die het wereldrecord verbeterde tot 9,69. Op de 4 × 100 m estafette moest hij met zijn teamgenoten Keston Bledman, Emmanuel Callender en Richard Thompson genoegen nemen met de zilveren medaille. Het team uit Trinidad en Tobago finishte in 38,06 achter het estafetteteam uit Jamaica, dat het wereldrecord verbeterde tot 37,10. In 2017 werd Jamaica gediskwalificeerd vanwege een positieve test van Nesta Carter. Waardoor Burns en zijn teamgenoten negen jaar na afloop van de Spelen tot olympisch kampioen werden uitgeroepen.
Vier jaar later op de Olympische Spelen van Londen was Burns er met de estafetteploeg op de 4 × 100 m opnieuw bij. In precies dezelfde samenstelling als in Peking kwam de ploeg uit Trinidad en Tobago tot een derde plaats in 38,12. Jamaica won weer in wereldrecordtijd, 36,84, maar deze keer was ook de Amerikaanse ploeg hen in 37,04 te snel af.
Enkele jaren later, in 2015, kreeg het viertal echter het zilver alsnog in de schoot geworpen: als gevolg van de geconstateerde overtreding van het dopingreglement door de Amerikaan Tyson Gay en de hieruit voortkomende schorsing plus diskwalificatie van al diens prestaties vanaf 15 juli 2012, had het IOC het Amerikaanse USOC in mei opgedragen om de zilveren medailles die de Amerikaanse ploeg met Tyson Gay in de gelederen tijdens de Spelen van Londen op de 4 × 100 m estafette had veroverd, terug te vorderen van de betreffende atleten. Dit betekende dat bronzenmedaillewinnaar Trinidad en Tobago opschoof naar de tweede plaats en alsnog met het zilver werd beloond.

## Titels
- Olympisch kampioen 4 × 100 m - 2008
- Trinidadiaans kampioen 100 m - 2002, 2003, 2005
- Pan-Amerikaans jeugdkampioen 100 m - 2001

## Persoonlijke records
Outdoor
| Onderdeel | Prestatie | Datum        | Plaats        |
| --------- | --------- | ------------ | ------------- |
| 100 m     | 9,96 s    | 25 juni 2005 | Port of Spain |
| 200 m     | 20,57 s   | 21 mei 2005  | Hermosillo    |

Indoor
| Onderdeel | Prestatie | Datum            | Plaats     |
| --------- | --------- | ---------------- | ---------- |
| 60 m      | 6,55 s    | 19 februari 2011 | Birmingham |

## Palmares

### 60 m
- 2012: 5e WK indoor - 6,62 s

### 100 m
Kampioenschappen
- 2000:  WK U20 - 10,40 s
- 2003: 5e Centraal-Amerikaanse en Caribische kamp. - 10,44 s
- 2001:  Pan-Amerikaanse jeugdkamp. - 10,28 s
- 2002:  WK U20 - 10,18 s
- 2003:  Centraal-Amerikaanse en Caribische kamp. - 10,29 s
- 2003: 4e in serie WK - 10,28 s
- 2004: DSQ in serie OS
- 2005:  Wereldatletiekfinale - 10,00 s
- 2005:  Centraal-Amerikaanse en Caribische kamp. - 10,02 s
- 2005:: 7e WK - 10,29 s
- 2006:  Gemenebestspelen - 10,17 s
- 2006: 8e Wereldatletiekfinale - 10,24 s
- 2006:  IAAF World Cup - 10,14 s
- 2007: 8e WK - 10,29 s
- 2008: 7e OS - 10,01 s
- 2008: 5e Wereldatletiekfinale - 10,22 s
- 2009: 7e WK - 10,00 s

Golden League-podiumplekken
- 2005:  Bislett Games – 10,07 s
- 2008:  Bislett Games – 10,07 s
- 2008:  Meeting Gaz de France – 10,14 s
- 2009:  ISTAF – 10,15 s

### 200 m
- 2000: DNF in serie WJK

### 4 × 100 m estafette
- 2001:  WK - 38,58 s
- 2000: 4e WK U20 - 40,03 s
- 2003: 6e in ½ fin. WK - 38,84 s
- 2003:  Pan-Amerikaanse Spelen - 38,53 s
- 2004: 7e OS - 38,60 s
- 2005:  WK - 38,10 s
- 2008:  OS - 38,06 s (na DQ Jamaica)
- 2009:  WK - 37,62 s (NR)
- 2011: 6e WK - 39,01 s
- 2012:  OS - 38,12 s (na DQ Verenigde Staten)
- 2014:  World Athletics Relays - 38,04 s
- 2014:  Gemenebestspelen - 38,10 s
- 2015: 7e World Athletics Relays - 38,92 s

1912: Jacobs, Macintosh, d'Arcy, Applegarth ·
1920: Paddock, Scholz, Murchison, Kirksey ·
1924: Clarke, Hussey, Leconey, Murchison ·
1928: Wykoff, Quinn, Borah, Russell ·
1932: Kiesel, Toppino, Dyer, Wykoff ·
1936: Owens, Metcalfe, Draper, Wykoff ·
1948: Ewell, Wright, Dillard, Patton ·
1952: Smith, Dillard, Remigino, Stanfield ·
1956: Murchison, King, Baker, Morrow ·
1960: Cullmann, Hary, Mahlendorf, Lauer ·
1964: Drayton, Ashworth, Stebbins, Hayes ·
1968: Greene, Pender, Smith, Hines ·
1972: Black, Taylor, Tinker, Hart ·
1976: Glance, Jones, Hampton, Riddick ·
1980: Moeravjov, Sidorov, Prokofjev, Aksinin ·
1984: Graddy, Brown, Smith, Lewis ·
1988: Bryzgin, Krylov, Moeravjov, Savin ·
1992: Marsh, Burrell, Mitchell, Lewis ·
1996: Esmie, Gilbert, Surin, Bailey ·
2000: Drummond, Williams, Lewis, Greene ·
2004: Gardener, Campbell, Devonish, Lewis-Francis ·
2008: Bledman, Burns, Callender, Thompson ·
2012: Carter, Frater, Blake, Bolt ·
2016: Powell, Blake, Ashmeade, Bolt ·
2020: Desalu, Jacobs, Patta, Tortu ·
2024: Brown, Blake, Rodney, De Grasse